# Asparagus subfalcatus
Asparagus subfalcatus är en sparrisväxtart som beskrevs av De Wild. Asparagus subfalcatus ingår i släktet sparrisar, och familjen sparrisväxter.
Artens utbredningsområde är Kongo-Kinshasa. Inga underarter finns listade i Catalogue of Life.